# Christopher Jullien
Christopher Jullien (Lagny-sur-Marne, 22 de marzo de 1993) es un futbolista francés. Juega en la posición de defensor en el Montpellier H. S. C. de la Ligue 2 de Francia. Ha representado a su selección a nivel sub-20.

## Trayectoria
Jullien inició su carrera futbolística en el club parisino U. S. Torcy. En 2005 se marchó a Auxerre, donde pasó por diversos clubes juveniles durante seis años hasta unirse al S. C. Friburgo. Fichó por el A. J. Auxerroise en 2011, y tras dos años, volvió al S. C. Friburgo. Después de ser transferido en calidad de cedido al Dijon F. C. O. en junio de 2015, Jullien firmó por cuatro años con el Toulouse F. C. El 28 de junio de 2019 fue traspasado al Celtic F. C. con el que firmó un contrato de cuatro temporadas. Tras haber cumplido tres de ellas regresó a Francia, fichando por el Montpellier H. S. C. en agosto de 2022.

## Clubes
| Club                    | País     | Año           |
| ----------------------- | -------- | ------------- |
| A. J. Auxerre           | Francia  | 2011-2013     |
| S. C. Friburgo          | Alemania | 2013-2015     |
| Dijon F. C. O. (cedido) | Francia  | 2015-2016     |
| Toulouse F. C.          | Francia  | 2016-2019     |
| Celtic F. C.            | Escocia  | 2019-2022     |
| Montpellier H. S. C.    | Francia  | 2022-presente |

## Palmarés

### Títulos nacionales
| Título                     | Club         | País    | Año     |
| -------------------------- | ------------ | ------- | ------- |
| Copa de la Liga de Escocia | Celtic F. C. | Escocia | 2019-20 |
| Scottish Premiership       | Celtic F. C. | Escocia | 2019-20 |
| Copa de Escocia            | Celtic F. C. | Escocia | 2019-20 |
| Copa de la Liga de Escocia | Celtic F. C. | Escocia | 2021-22 |
| Scottish Premiership       | Celtic F. C. | Escocia | 2021-22 |

### Títulos internacionales
| Título                        | Club (*)             | País    | Año  |
| ----------------------------- | -------------------- | ------- | ---- |
| Copa Mundial de Fútbol Sub-20 | Selección de Francia | Turquía | 2013 |

(*) Incluyendo la selección